# Un novio para Laura
Un novio para Laura es una película en blanco y negro de Argentina dirigida por Julio Saraceni sobre el guion de Abel Santa Cruz que se estrenó el 5 de mayo de 1955 en el Teatro Broadway (Buenos Aires) y que tuvo como protagonistas a Lolita Torres, Alberto Berco, Isabel Pradas y Francisco Álvarez. Si bien la película fue filmada en blanco y negro, los últimos 4 minutos que componen la última escena (Lolita Torres interpreta la canción gallega Despierta mi amor) fue filmada en colores (Ferraniacolor). Hay escenas filmadas en el Teatro Nacional Cervantes, y en las confiterías Pedigree y King George. En 1958 el filme fue estrenado en la Unión Soviética.

## Sinopsis
Para salvar de la ruina a su familia una muchacha finge intención de casarse con un joven.

## Reparto
Participó en los siguientes filmes:
- Lolita Torres ... Laura Méndez Peñalba
- Alberto Berco ... Damian Dinardo
- Francisco Álvarez ... Tío Gregorio
- Isabel Pradas ... Florinda, madre de Laura
- Julián Bourges ... Felipe Arrillaga
- José Comellas ... Ramiro, padre de Laura
- Diana Myriam Jones ... Liliana, hermana menor
- Liria Marín ... Patricia, hermana
- Rolando Dumas ... Aníbal, novio de Patricia
- Adelaida Soler ... Manon Fuentes
- Carlos Cotto ... padre de Damian
- Rafael Diserio ... Gervasio, falso padre de Damian
- Warly Ceriani ... Dante Mendoza
- Mara Valpi
- Celia Geraldy ... falsa madre de Damian
- Esperanza Otero ... madre de Damian
- Roberto Bordoni ... Lombardo
- Alberto Rella
- Osvaldo Cabrera
- Silvio Soldán ... extra, invitado en fiesta de compromiso

## Musicalización
La música es de Ramón Zarzoso y las orquestaciones de Domingo Marafioti.
Intervienen la Falla Valenciana El Turia, el Círculo Aragonés y de la Casa de Galicia, los conjuntos "Airiños" de Celia Caneda y regional "Los Redondelas", la coreografía es de Esteban Palos , y los primeros bailarines Nelida y Gerardo. Lolita Torres canta los siguientes temas: 
- La tierriña  canción asturiana de Paterna y Zarzoso
- Del bravo Aragon Jota (música) de Monsolar
- Valencia de mis amores  pasodoble de González y Paterna, música de Zarzoso
- Ay Chula chotis de Salvador Valverde y Ramon Zarzoso
- Caminito soleado zamba canción de Carlos Gardel (música) y  Alfredo Le Pera (letra)
- Desperta meu amor  canción gallega de Paterna y Francisco Villalba, música de Zarzoso

## Comentarios
King opinó sobre la película:

”Enredos y gracia abundante…El cuento rosado de la niña que para salvar de la ruina a su familia finge deseos de casarse y busca un novio postizo…del que acaba por enamorarse, no podrá ser muy original pero tiene la ductilidad necesaria para prestarse en una comedia reidera de segura atracción…Resulta así la mejor de las películas en las que ha intervenido Lolita Torres.”

Manrupe y Portela escriben que:

”Dentro de las convenciones del género hispano-cantante uno de los mejores títulos de la protagonista.”